# Hof van Friesland

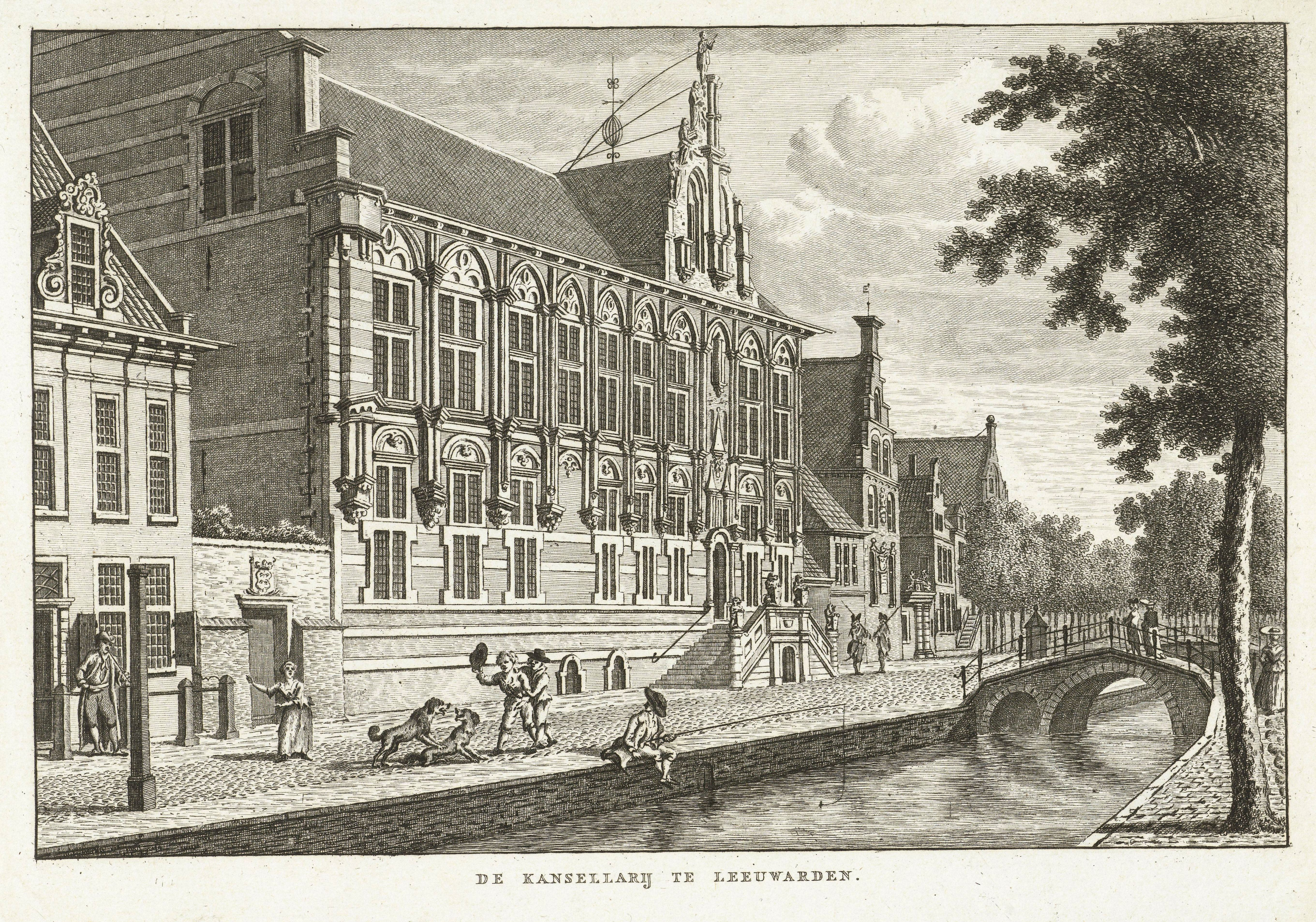
Stadsgezicht met Kanselarij te Leeuwarden

Het Hof van Friesland bestond tussen 1499 en 1811, het was ingesteld door de nieuwe landsheer, de hertog van Saksen, als organisatie voor het bestuur en rechtspraak. Vanaf 1578 werd het onderdeel van de Friese staatkundige organisatie, ingesteld door de Staten van Friesland, met als speciale taak de civiele en criminele justitie. Het hield op te bestaan toen de Nederlanden werden ingelijfd bij Frankrijk, onder Napoleon.

## Onder een Saksische landsheer
Na ongeveer 250 jaar Friese Vrijheid onderwierp Friesland zich in 1498 aan hertog Albrecht van Saksen. Bestuur, rechtspraak en financiën werden daarna in enkele jaren op Saksische leest geschoeid. Op 25 juli 1499 stelde de hertog een college van vier raadsheren in, dat zijn zoon Hendrik bij de regering moest bijstaan. Dit college wordt beschouw als voorloper van het latere Hof van Friesland.
In 1501 kwamen onder de ‘Friesische Ordenung’ enkele veranderingen tot stand, maar in 1504 werd de organisatie van een bestuursraad en een hofgerecht duidelijker verwoord in de ‘Saksische Ordonnantie’. 
Het hofgerecht ging bestaan uit zeven personen, geleid door een ‘overste hofrechter’. Het behandelde alle zaken waarvoor grietmannen en stedelijke rechtbanken niet bevoegd waren en voor zaken waarvoor ze dat wel waren kon men in beroep gaan bij het hofgerecht. Voor edelen gold dat zij alleen door standgenoten mochten worden berecht (forum privilegiatum) en voor hen werd het hofgerecht de eerste instantie.
In de bestuursraad kwam het landsbestuur in handen van vier Saksische regenten.

## Onder een Habsburgse landheer
Hertog Georg van Saksen droeg op 19 mei 1515 zijn rechten op Friesland over aan prins Karel van Spanje, de toekomstige keizer Karel V, in diens kwaliteit van graaf van Holland. De raad die Floris van Egmont als stadhouder van prins Karel installeerde bestond aanvankelijk alleen uit Friezen, maar al snel werden ook raadsheren van buiten het gewest benoemd. Deze ‘Conseil de Frise’ kreeg in het gewest uiteindelijk de naam Hof van Friesland.
De Saksische Ordonnantie was voorlopig nog de basis en voor Friese raadsheren bleven vier posities gereserveerd. Nadat de pogingen van hertog Karel van Gelre om voet aan de grond te krijgen in Friesland definitief waren afgeslagen kreeg stadhouder van Tautenburg in 1526 gelegenheid tot reorganisatie van het Hof.

## Het vernieuwde Hof

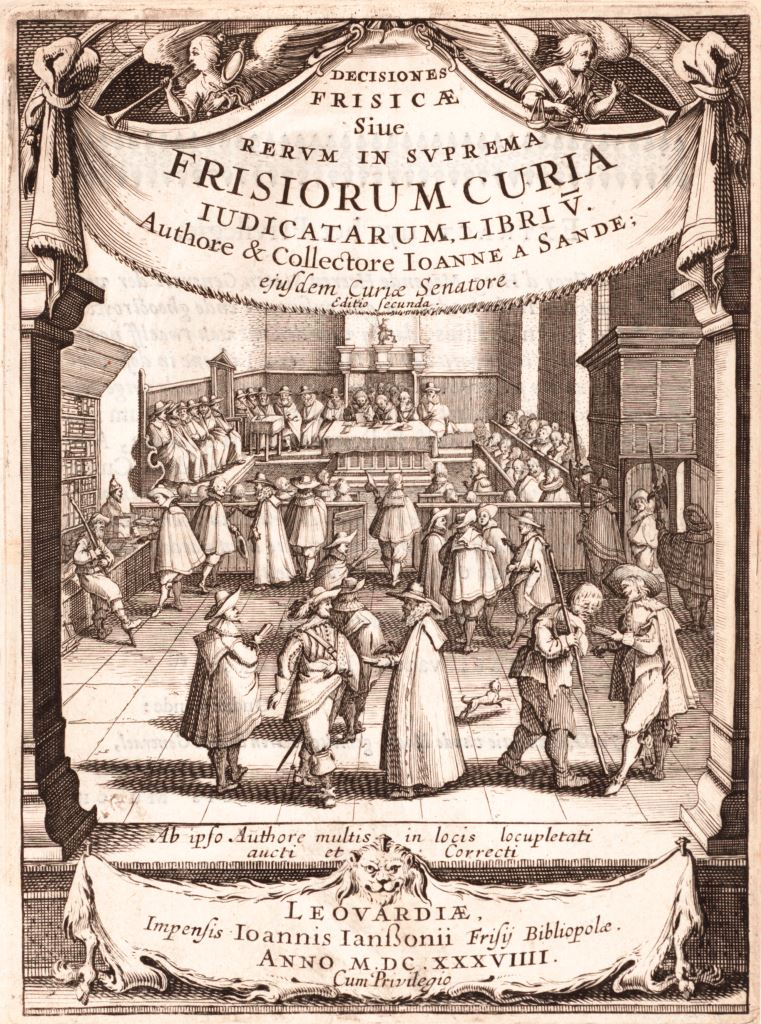
Hof van Friesland 1639

In 1524 was al afgesproken dat inwoners van Friesland niet in beroep konden gaan bij een rechtbank buiten Friesland. Daarmee was het Hof van Friesland een soevereine raad geworden, op één lijn met de Raden van Brabant en Henegouwen. In 1527 werd de eerste president van het Hof geïnstalleerd. Raadsheren moesten jurist zijn en werden dagelijks op het Hof verwacht. Een griffier hield hun presentie bij. Raadsheren moesten ook hun bijbanen opgeven. 
Het Hof ontwikkelde zich tot een goed werkend justitiehof en een ijverig vertegenwoordiger van het centrale gezag, dat Friesland beschouwde als ‘ver weg en recalcitrant’.
Omstreeks 1550 werd die ijver een stuk minder als het ging om de vervolging van ketters. Processen tegen hen werden eindeloos op de lange baan geschoven en straffen waren milder dan de plakkaten voorschreven. Daarom kreeg het Hof na de beeldenstorm van 1566 in procureur-generaal Jan Charles een overtuigd ketterbestrijder in haar gelederen er werd bij nieuwe benoemingen gelet op loyaliteit met de voorschriften van het centrale gezag.

## Afzetting van het Hof
Na de gevangenneming van stadhouder Caspar de Robles in 1576 en de komst van Rennenberg naar Friesland eisten de Staten van Friesland een deel van de bestuurlijke bevoegdheden van het Hof. Ook was er twijfel aan de loyaliteit van koningsgezinde raadsheren. Sommigen vertrokken uit zichzelf, anderen kregen huisarrest. Op 12 juli 1578 werden alle ‘vijandige’ raadsheren geschorst en twee dagen later werd een nieuw Hof geïnstalleerd.
De geschorsten mochten hun zaak in Antwerpen bepleiten. Nadat er aanwijzingen kwamen dat zij contact zochten met de ‘vijand’ werd hen op 4 juli 1579 gesommeerd uit Friesland te vertrekken. Dat was het einde van het door de koning benoemde Hof van Friesland. Tot 1594 vormden de afgezette leden van het oude Hof in Groningen (tussen 1580 en 1594 weer in Spaanse handen) een Hof in ballingschap, dat weinig te doen had.

## Hof van Friesland nieuwe stijl
In 1581 verloor het Hof de ‘hoogste recht- en regeringsmacht’ aan de Staten van Friesland en moest het zich beperken tot civiele en criminele rechtspraak. De pas benoemde Friese president Hessel van Aysma verzette zich heftig en in de Staten stond een Hoffactie tegenover een Statenfactie. De strijd leidde in 1587 tot afzetting van Van Aysma en tot het besluit geen president van het Hof meer te installeren. De raadsheer met de meeste dienstjaren zou in het vervolg het college voorzitten.
Hoewel er nog regelmatig competentiekwesties opdoken werd er ook samengewerkt als het om het bestuur van de provincie ging. Het Hof had als taak, gevraagd en ongevraagd, te adviseren over wetgeving. Daarom was het in 1602 betrokken bij het vervangen van de Saksische Ordonnantie door de Landsordonnantie, voluit Statuten, Ordonnantiën ende Costumen van Friesland. De herziening hiervan in 1723 werd voorbereid door een commissie uit het Hof.
Het Hof stond binnen de gerechtelijke organisatie van Friesland niet aan het hoofd van alle rechtsprekende colleges. Dat gold alleen voor de nedergerechten in stad en grietenij. De overige rechtsprekende colleges zoals Gedeputeerde Staten, de Senatus Judiciales van de Franeker Academie en de Krijgsraad van Friese regimenten stonden voor een deel naast of zelfs boven het Hof.
Sinds 1596 had elk kwartier van de Staten zeggenschap over drie raadsheerzetels, waarmee het aantal op twaalf kwam. In 1748 verleenden ze die zeggenschap aan de stadhouder van de Zeven Verenigde Provinciën.

## Onder de patriotten
De overwinning van de patriotten in Friesland bracht in plaats van de Staten van Friesland de ‘Representanten van het volk van Friesland’ aan de macht. Zij ontsloegen op 10 juli 1795 de raadsheren die tussen 1787 en 1795 onrechtvaardig hadden geoordeeld over patriotten. Na het verlagen van de aanstellingseisen namen de andere raadsheren collectief ontslag. Er volgde benoeming van een groot aantal juridisch ongeschoolde raadsheren. Hun verzet tegen een abrupte wijziging in de eeuwenoude wijze waarop ze werden betaald leidde in 1797 tot hun ontslag, waarna op dezelfde dag nieuwe raadsheren ad interim werden benoemd.

## Binnen de Bataafse Republiek
De Bataafse Republiek was een centraal bestuurde eenheidsstaat. In de staatsregeling van 1798 verloor het Hof alleen de taak van het uitbrengen van adviezen inzake wetgeving. Maar het was ook de bedoeling het aantal provinciale Hoven terug te brengen. Het Friese Hof ontsprong de dans. Na invoering van de staatsregeling van 1801 vroeg het Hof van Friesland om aandacht voor hun onderbezetting, wat leidde tot ontslagen en nieuwe benoemingen. In maart 1802 werd een Nationaal Hof in Den Haag gevestigd. Vanaf 7 september 1802 voerde het Hof de naam Departementaal Gerechtshof van Friesland. De lagere ‘drostambtgerechten’ hadden dezelfde competentie als de oude nedergerechten.

## Binnen het koninkrijk Holland
Napoleon verving de Bataafse Republiek door het Koninkrijk Holland en zijn broer Lodewijk Napoleon trad in juni 1806 aan. Onder zijn bewind werden in 1809 twee wetboeken van kracht: ‘Crimineel Wetboek voor het koningrijk Holland’ voor het strafrecht en ‘Wetboek Napoleon voor het koningrijk Holland’ voor het burgerlijk recht.

## Het einde van het Hof van Friesland
Na de inlijving bij Frankrijk besloot Napoleon de bestaande gerechtshoven en rechtbanken per 1 maart 1811 op te heffen. Tegelijkertijd werd het Keizerlijk Gerechtshof te Den Haag geïnstalleerd. Op 22 februari sprak het Hof van Friesland zijn laatste vonnissen in strafzaken uit.
Op 1 maart werden alle geldende Franse wetten ingevoerd. Daarmee hielden de oude rechtssystemen op te bestaan.

## Uitgaande link
- Tresoar, Leeuwarden, Hof van Friesland toegang 14
- Hof van Friesland (1499-1811): historici.nl
- Het Rooms-Friese recht. De civiele rechtspraktijk van het Hof van Friesland in de 17e en 18e eeuw: rjhbrink.eu